# José Leitão de Barros
José Júlio Marques Leitão de Barros (* 22. Oktober 1896 in Lissabon; † 29. Juni 1967 ebenda) war ein portugiesischer Regisseur.

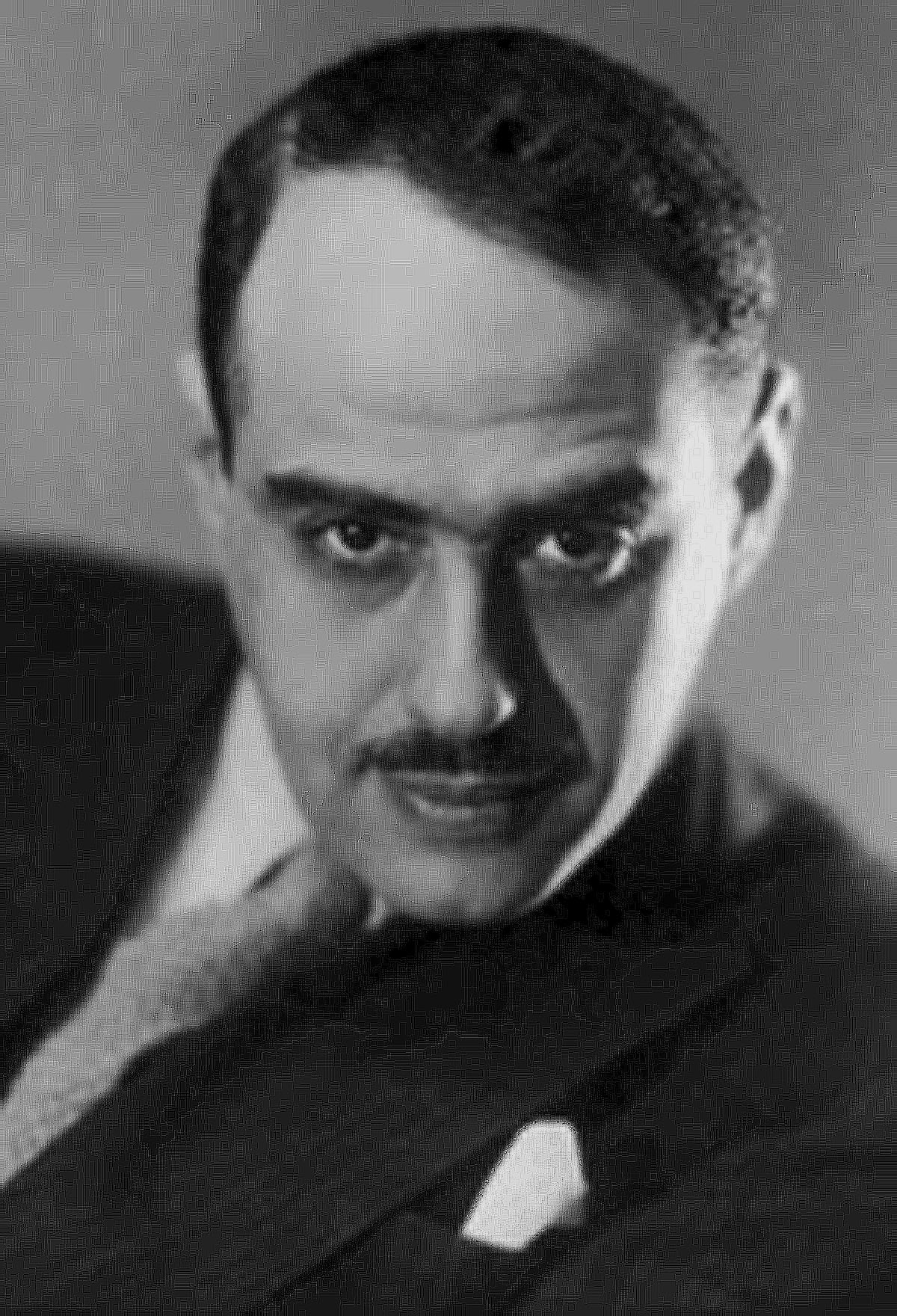
Leitão de Barros

## Leben
Leitão de Barros studierte an der Universität Lissabon und wurde Lehrer für Zeichnen und Mathematik. Aus Neugier an der recht neuen Kunstform kam er in Berührung mit dem Film und drehte 1918 einen der ersten portugiesischen Spielfilme, Malmequer, sowie eine Dokumentation über Sidónio Pais. Er widmete sein Schaffen von nun an dem Schreiben, dem Theater und dem Film, stellte aber auch Bilder aus.
1923 heiratete er Helena Roque Gameiro, die Tochter des Malers Alfredo Roque Gameiro. 1926 dreht er eine Dokumentation über die Stadt Curía und die Fischer von Nazaré; 1930 einen Spielfilm Lisboa, Crónica Anedótica, ein humoristischer Episodenfilm, sowie Maria do Mar, der als ein Hauptwerk des portugiesischen Stummfilms angesehen wird. Im Jahr darauf stellt sein Film A Severa den ersten Tonfilm seines Heimatlandes dar. Der Film wird teilweise in Paris gedreht; René Clair beteiligte sich am Drehbuch.
Bis 1949 drehte er zehn weitere Spielfilme – darunter 1936 einen über den Dichter Manoel Maria de Barbosa du Bocage, 1939 Varanda dos Rouxinóis, eine Komödie über die Missgeschicke eines Radrennfahrers bei der Volta a Portugal, und 1942 Ala-Arriba! im Fischermilieu von Póvoa de Varzim, mit dem er die "Coppa della Biennale" der Filmfestspiele in Venedig gewann; auch nahm er mit seinem Film über Portugals Nationaldichter Luís de Camões am ersten Filmfestival in Cannes teil – und mehrere Dokumentarfilme, auf welche er sich nach 1949 bis zu seinem letzten Werk 1966 konzentrierte.
1967 erlag er einem Krebsleiden.
Nach der Nelkenrevolution 1974 wurde er in erster Linie im Lichte seiner, der Estado Novo-Diktatur Salazars zugeneigten Werke gesehen. Er galt in der Geschichte des Portugiesischen Films als Regisseur der Rechten, ähnlich António Lopes Ribeiro. Erst im Laufe der Zeit hat die Kritik seine Filme neu bewertet.

## Filmografie
- 1918: Mal de Espanha

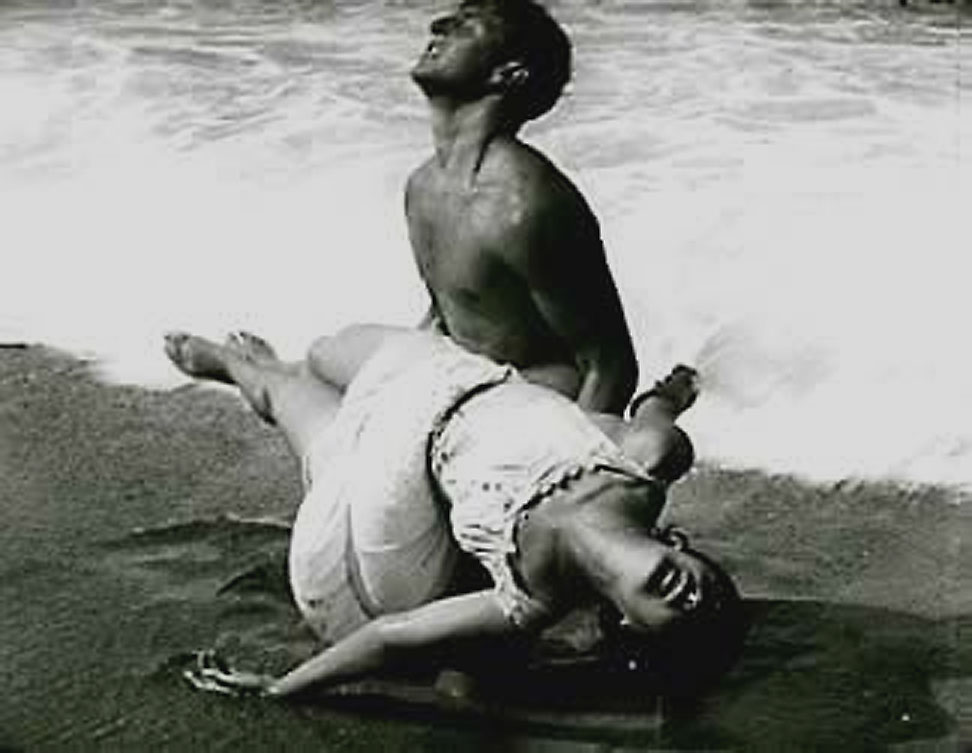
Szene aus Maria do Mar (1930)

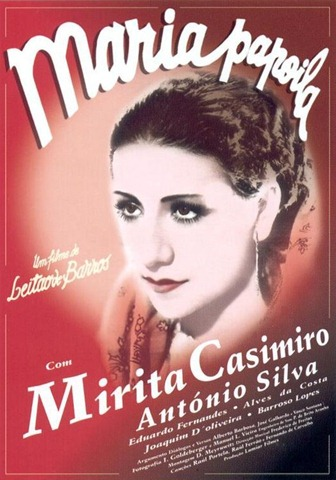
Filmplakat zu Maria Papoila (1937)

- 1918: O Homem dos Olhos Tortos (nicht beendet)
- 1918: Malmequer
- 1918: Sidónio Pais - Proclamação do Presidente da República (verschollen)
- 1929: Nazaré, Praia de Pescadores (Zweite Hälfte verschollen)
- 1927: Festas da Curia
- 1930: Lisboa
- 1930: Maria do Mar
- 1931: A Severa
- 1935: As Pupilas do Senhor Reitor
- 1936: Bocage
- 1936: Las Tres Gracias
- 1937: Maria Papoila
- 1937: Legião Portuguesa
- 1937: Mocidade Portuguesa
- 1939: Varanda dos Rouxinóis
- 1939: A Pesca do Atum
- 1942: Ala-Arriba!
- 1942: A Póvoa de Varzim
- 1944: Königliche Blutrache (Inês de Castro)
- 1946: Camões
- 1949: Vendaval Maravilhoso
- 1960: Comemorações Henriquinas
- 1961: A Ponte da Arrábida Sobre o Rio Douro
- 1962: Escolas de Portugal
- 1966: A Ponte Salazar Sobre o Rio Tejo